# هيرشل إل. رومان
هيرشل إل. رومان (بالإنجليزية: Herschel L. Roman)‏ هو عالم وراثة وأحيائي أمريكي، ولد في 29 سبتمبر 1914 في Szumsk ‏ في بولندا، وتوفي في 2 يوليو 1989 في Swedish Health Services ‏ في الولايات المتحدة بسبب سكتة.